# 南京金箔鍛製技藝
南京金箔锻製技艺是南京地方传统手工艺，產生于三國兩晉时期，被用於佛像製造及建筑业。清代时南京金箔手工业处于鼎盛时期，南京金箔遠銷海外。南京金箔鍛製過程包括化金條、拍葉、做捻子、沾捻子、打開子、裝開子、出具、切箔等多种技艺，金箔質纯、均匀、柔软，厚度不足萬分之一毫米。2006年5月20日被列入首批國家級非物質文化遺產代表性項目名錄。

## 工藝流程
金箔鍛製技藝其金箔生產延用古代傳下的製作程序，將鍛製過程歸納為十二道工序，分為黃金配比、化金條、拍葉、做捻子、落金開子、沾捻子、打開子、裝傢生、炕炕、打瞭戲、出具、切箔錘煉而成，又稱「打金箔」。根據不同產品特殊需求，加入定量比例的銀銅元素，使其符合合理的含金量，以高溫熔化成金水，倒入鐵槽內冷卻形成金條。其中「打瞭戲」是金箔鍛制技藝中技術要求最高，將金條錘打成薄片，切成小金片，用耐沖擊和耐熱烏金箔包覆，反覆高溫錘打成金箔，且金箔很薄，不能直接用手拿起，需用鵝毛挑選，再用嘴吹的箔。